# 2022~2023년 오스트레일리아 근해 사이클론
2022~2023년 오스트레일리아 근해 사이클론(2022~2023 Australian region cyclone season)은 2022년 7월 28일에서 2023년 사이에 호주 근해에서 발생한 사이클론을 기록한 문서이다. 현재까지 총 7개의 사이클론이 발생했다.
이 지역은 5개의 열대저기압 경보 센터(TCWC)가 감시한다. 그 5개 기구는 호주 기상청의 TCWC 퍼스, TCWC 다윈, TCWC 브리즈번, 인도네시아의 TCWC 자카르타, 파푸아뉴기니의 TCWC 포트모르즈비이다.
참고로 호주 근해의 TCWC들은 최대풍속 34kt 미만의 열대 저기압을 "저기압(tropical low)"이라 하므로, 원래 의미의 저기압(low pressure)과 혼동되어서는 안 된다.

참고로 이 문서에선 사이클론 발생 날짜를 쓰지 않고 열대요란 발생 날짜를 발생일로 쓴다.

## 통계

### 사이클론 이름
호주 기상청 
| - 사이클론 다리안(2202) - 사이클론 엘리(2203) - 사이클론 프레디(2204) - 사이클론 가브리엘(2205) | - 사이클론 헤르만(2206) - 사이클론 일사(2207) |

 그 외 
- 사이클론 01U(2201)

## 활동한 사이클론

### 제1호 사이클론 01U
2022~2023년 제1호 오스트레일리아 근해 사이클론 01U는 2022년 7월 29일 9시에 중심기압 996hPa, 최대풍속 18m/s의 열대폭풍으로 발생하였다.(미국 합동태풍경보센터 사이클론 정보 속보치 기준) 발생 이후 서남서진하며 발달하였고, 7월 30일 9시에 중심기압 998hPa, 최대풍속 26m/s의 '열대폭풍'으로 최성기를 맞이하였다.(미국 합동태풍경보센터 사이클론 정보 속보치 기준) 최성기 직후 낮은 수온으로 급약화 되면서 미국 합동태풍경보센터 기준으로 7월 30일 18시에 중심기압 1001hPa의 열대저압부으로 변질되었다고 발표하였다.

### 제2호 강한 사이클론 다리안
2022~2023년 제2호 오스트레일리아 근해 사이클론 다리안은 2022년 12월 18일 15시에 중심기압 999hPa, 최대풍속 18m/s의 열대폭풍으로 발생하였다.(미국 합동태풍경보센터 사이클론 정보 속보치 기준) 발생 이후 동남서남서~서진하며 발달하였고, 12월 21일 9시에 중심기압 926hPa, 최대풍속 64m/s의 '4등급' 세력으로 날짜변경선을 통과했다. 통과 후 다시 발달하다가 약화 되기 시작했지만 다시 급발달하기 시작했고,
12월 23일 21시에 중심기압 922hPa, 최대 풍속 71m/s의 '5등급' 사이클론으로 최성기를 맞이하였다.(미국 합동태풍경보센터 사이클론 정보 속보치 기준) 최성기 이후 낮은 수온으로 천천히 약화 되면서 미국 합동태풍경보센터 기준으로 12월 31일 12시에 중심기압 1001hPa의 열대저압부으로 변질되었다고 발표하였다.

### 제3호 사이클론 엘리
2022~2023년 제3호 오스트레일리아 근해 사이클론 앨리는 2022년 12월 22일 15시에 중심기압 996hPa, 최대풍속 18m/s의 열대폭풍으로 발생하였다.(미국 합동태풍경보센터 사이클론 정보 속보치 기준) 발생 이후 동남서진하며 발달하였고, 12월 22일 21시에 중심기압 994hPa, 최대풍속 21m/s의 '열대폭풍'으로 최성기를 맞이하였다.(미국 합동태풍경보센터 사이클론 정보 속보치 기준) 최성기 직후 낮은 수온으로 급약화 되면서 미국 합동태풍경보센터 기준으로 12월 23일 6시에 중심기압 997hPa의 열대저압부으로 변질되었다고 발표하였다.

## 활동한 열대저기압

### 이외 열대저기압
- 11월 29일부터 12월 2일까지 활동한 한 열대저기압은 95P로 이름이 붙여져 카펀테리아만에서 발달하였으나 얼마 가지 못해 소멸했다.
- 2월 17일, BoM은 인도네시아 남쪽 근처에서 약한 열대저기압이 생성되었다고 보고하였으나, 다음 날인 2월 18일에 소멸하였다.
- BoM은 2월 24일, 오스트레일리아 북서쪽 해안에서 약한 열대저기압이 발생하였다고 발표하였고, 이 열대저기압을 17U라고 명명했다. 하지만, 3일 뒤인 2월 27일에 소멸하였다.
- 3월 30일, BoM은 한 열대 저기압을 22U라고 명명하였으나 3일 후인 4월 2일 소멸하였다.
- 4월 14일, BoM은 솔로몬 제도 근처에서 약한 열대 저기압이 생성되었다고 발표하였다. 이 저기압은 99P로 명명된 후, 4월 15일 남태평양 해역으로 진입하였다.
- 4월 30일, 한 약한 열대 저기압이 생성되었으나 5월 2일에 소멸하였다.

## 같이 보기
- 2022~2023년 남태평양 사이클론
- 2022년 태풍
- 2022년 북대서양 허리케인
- 2022년 동태평양 허리케인
- 2022~2023년 남서인도양 사이클론
- 2022년 북인도양 사이클론
- 2023년 태풍
- 2023년 북대서양 허리케인
- 2023년 북인도양 사이클론